# Le Retour des tomates tueuses
Série
L'Attaque des tomates tueuses
(1978) Les Tomates tueuses contre-attaquent
(1990)
Pour plus de détails, voir Fiche technique et Distribution.
Le Retour des tomates tueuses (Return of the Killer Tomatoes) est un film américain de John De Bello sorti en 1988.

## Synopsis
Un savant fou, le Dr Gangrène, met au point un procédé pour transformer les tomates en tueurs d'humains. C'est une nouvelle mission pour Wilbur Finletter qui, aidé cette fois-ci son neveu Chad et de Matt, son pizzaïolo, va devoir encore une fois sauver la planète de ces monstres.

## Fiche technique
- Titre : Le Retour des tomates tueuses
- Titre original : Return Of The Killer Tomatoes
- Réalisation : John De Bello
- Scénario : Stephen F. Andrich, John De Bello, Costa Dillon, J. Stephen Peace
- Production : Lowell D. Blank, J. Stephen Peace
- Société de production :
- Musique : Neal Fox, Rick Patterson
- Photographie : Stephen Kent Welch, Victor Lou
- Montage : Stephen F. Andrich, John De Bello
- Pays d'origine : États-Unis
- Genre : Comédie horrifique et science-fiction
- Durée : 98 minutes

## Distribution
- John Astin (VF: Jean-Pierre Moulin) : Dr Gangreen
- Anthony Starke (VF: Nicolas Marié) : Chad Finletter
- Karen Mistal (en) (Karen M. Waldron) (VF: Françoise Dasque) : Tara Boumdeay
- George Clooney (VF: Thierry Ragueneau) : Matt Stevens
- Rock Peace (VF: Maurice Decoster) : Wilbur Finletter
- Steve Lundquist (VF: Michel Paulin) : Igor
- John De Bello (VF: Joseph Falcucci) : Charles White
- Frank Davis (VF: Roger Lumont) : Sam Smith
- Gordon Howard : le client
- Rick Rockwell : Jim Richardson / dealer de tomates
- Costa Dillon : le gardien de prison / l'homme dans le parking / un reporter
- Mark Wenzel : Mime
- Spike Sorrentino : le gérant du magasin
- Michael Villani (VF: Jean-Pierre Leroux) : Bob Downs
- Harvey Weber (VF: Daniel Gall) : Sid